# Fritz Erler
Pour les articles homonymes, voir Erler.
Fritz Erler, né le 14 juillet 1913 à Berlin et mort le 22 février 1967 à Pforzheim, était un homme politique ouest-allemand du Parti social-démocrate d'Allemagne (SPD). Spécialiste des questions de défense et de diplomatie, il fit partie des « équipes gouvernementales » de Willy Brandt en 1961 et 1965 et fut président du groupe SPD au Bundestag de 1964 jusque sa mort en 1967.